# Сет Уескот
Сет Уескот (на английски: Seth Wescott) е американски сноубордист, двукратен олимпийски шампион и еднократен световен шампион (2005) в дисциплината бордъркрос.
Започва да се занимава със сноубординг на 7-годишна възраст. Прави дебюта си на зимните олимпийски игри в Торино през 2006 година и печели златен медал, като по този начин става първият олимпийски шампион в тази дисциплина. На зимните олимпийски игри във Ванкувър защитава олимпийската си титла и отново печели златото, като побеждава домакина канадеца Майк Робъртсън.